# Willie Maley

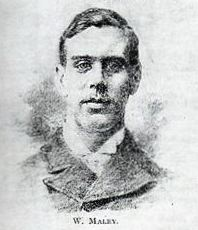
Willie Maley (1892)

William Patrick Maley (* 25. April 1868 in Newry, Irland, heute Nordirland; † 2. April 1958 in Glasgow, Schottland) war einer der renommiertesten Trainer in der britischen Fußballgeschichte. Er war der erste Trainer des schottischen Traditionsvereins Celtic Glasgow und gewann mit dem Klub 30 bedeutende Trophäen in seiner Amtszeit, die 43 Jahre andauerte.

## Werdegang
Maley wurde in den Kasernen von Newry in Irland geboren, wo sein Vater bei der British Army diente. Die Familie siedelte bald nach Schottland um. Als junger Mann war Maley mehr der Leichtathletik als dem Fußball zugetan, obwohl er 1886 auch einige Spiele für die Cathcart Hazelbank Juniors absolvierte und eine Saison später für den damaligen Renommierklub Third Lanark auflief.
1888 wurde er von Celtic unter Vertrag genommen, die im selben Jahr gegründet wurden, wo er für die Glasgower als Mittelfeldspieler antrat. Als eingebürgerter Schotte spielte er auch für die Nationalmannschaft der Bravehearts.
1897 wurde er vom Celtic-Präsidium im Alter von 29 Jahren zum Geschäftsführer und Trainer bestimmt und gewann 1897/98 auf Anhieb die Meisterschaft. Maley arbeitete nie selbst mit den Spielern im Training, verfolgte die Spiele von der Tribüne aus und sprach weder in der Halbzeit noch nach dem Spiel zur Mannschaft. Er sagte noch nicht einmal die Aufstellung an. Ob sie spielten oder nicht, erfuhren die Spieler aus der Zeitung.
Bis zur Ernennung von Maley kaufte Celtic in erster Linie erfahrene Profis von anderen Vereinen. Maley verwarf diese Strategie und verließ sich fast komplett auf junge Spieler. Er entwarf eine junge Mannschaft, die zwischen 1904/05 und 1909/10 sechs Meisterschaften in Folge und das Double aus Ligatitel und Pokal gewann. Es war die damals wohl beste Mannschaft des Weltfußballs und der Rekord von sechs Meisterschaften hatte bis in die 1970er Bestand. Die Stars des Teams waren Rechtsverteidiger Alec McNair (Spitzname Eiszapfen), Läufer Jimmy McMenemy (Napoleon) und der Mittelstürmer Jimmy Quinn.
Als einige dieser Akteure ihren Zenit überschritten, baute Maley eine Mannschaft um Patsy Gallacher und den immer noch starken McMenemy und gewann weitere vier Meisterschaften zwischen 1913/14 und 1916/17 und legte dabei eine Serie an ungeschlagenen Spielen hin, die bis heute im gesamten britischen Profifußball nie wieder erreicht wurde: 62 Spiele mit 49 Siegen und 13 Unentschieden zwischen dem 13. November 1915 und dem 21. April 1917.
Dieses Team gewann 1918/19 und 1921/22 weitere Ligatitel und konnte im Verlauf der 1920er Jahre einige weitere Trophäen nach Parkhead holen. Maley hatte in der Zwischenzeit eine Mannschaft um Jimmy Delaney und Jimmy McGrory aufgebaut, die 1935/36 und 1937/38 erneut Meister wurde und 1936/37 den Pokal gewann. Zu diesem Zeitpunkt war Maley fast 70 Jahre alt.
Maley ist der Trainer mit der längsten Amtszeit in der Geschichte von Celtic Glasgow. In 43 Jahren gewann er insgesamt 16 Meisterschaften, 14 nationale Pokale, 14 Glasgow Cups und 19 Glasgow Merchants Charity Cups.
Die Ära Maley endete allerdings mehr als unglücklich. Celtic war im Tabellenkeller und nach einem Treffen mit dem Präsidium im Februar 1940 legte Maley sein Amt nieder. Es heißt, dass Maley furchtbar wütend über die Weise war, wie er aus dem Amt gedrängt wurde.
Seine Vermächtnis bei Celtic wird im Lied Willie Maley der Band Charlie & the Bhoys thematisiert, einem der beliebtesten Lieder unter den Celtic-Anhängern.